# Rites of Spring
Rites of Spring est un groupe de post-hardcore américain, originaire de Washington. Actif au milieu des années 1980, il est reconnu comme étant l'un des tout premiers groupes emo,, malgré la désapprobation du terme, par ses membres.

## Biographie
Le groupe est formé en 1984, et comprend le chanteur et guitariste Guy Picciotto, le guitariste Eddie Janney, le bassiste Mike Fellows et le batteur Brendan Canty. À cette période, Rites of Spring est différent des autres groupes punk hardcore par leurs paroles reflétant des problèmes personnels plutôt que des thèmes de société. Les rares concerts qu'ils jouent marquent profondément les esprits de la scène locale qui fut particulièrement influencée par leurs performances passionnées et énergiques.
Leur premier album éponyme est publié en 1985, enregistré à l'Inner Ear Studio en février de la même année. Cet album fut produit par Ian MacKaye (membre de Fugazi et Minor Threat), et parait en format vinyle en juin. Ce premier album sort en CD et cassette en 1987, avec d'autres chansons supplémentaires, à savoir d'une part la chanson Other Way Around, extraite de la même session d'enregistrement, et d'autre part les quatre chansons de leur EP All Through a Life. Cette deuxième version connait deux rééditions : la première en 1991, et la deuxième, remasterisée, en 2001, avec pour titre End on End.
Dischord Records publie un album, Six Song Demo, composé d'anciennes démos du groupe, en octobre 2012. Toutes les chansons sont les premières versions de celles issues de leur album Rites of Spring.

## Membres
- Guy Picciotto – guitare, chant
- Eddie Janney – guitare
- Michael Fellows - basse
- Brendan Canty - batterie

## Discographie

### Albums studio
- 1985 : Rites of Spring
- 1991 : End on End

### EP
- 1987 : All Through a Life
- 2012 : Six Song Demo